# The Last Days of Chez Nous
Pour plus de détails, voir Fiche technique et Distribution.
The Last Days of Chez Nous est un film australien réalisé par Gillian Armstrong, sorti en 1992.

## Synopsis
Vicki rejoint sa sœur Beth en Australie. Celle-ci, mère d'une jeune fille, a fait un mariage de convenance avec JP, un Français. Les caractères opposés des deux sœurs provoquent des frictions.

## Fiche technique
- Titre : The Last Days of Chez Nous
- Réalisation : Gillian Armstrong
- Scénario : Helen Garner
- Musique : Paul Grabowsky
- Photographie : Geoffrey Simpson
- Montage : Nicholas Beauman
- Production : Jan Chapman
- Société de production : Jan Chapman Productions et Australian Broadcasting Corporation
- Pays :  Australie
- Genre : Comédie dramatique et comédie romantique
- Durée : 93 minutes
- Dates de sortie : 
  - Australie : 8 octobre 1992

## Distribution
- Lisa Harrow : Beth
- Bruno Ganz : JP
- Kerry Fox : Vicki
- Miranda Otto : Annie
- Kiri Paramore : Tim
- Bill Hunter : le père de Beth
- Lex Marinos : Angelo
- Mickey Camilleri : Sally
- Lynne Murphy : la mère de Beth
- Claire Haywood : Janet
- Leanne Bundy : Susie

## Distinctions
Le film a été présenté en sélection officielle en compétition lors de Berlinale 1992.